# Скрипкино (Тюменская область)
Скри́пкино — село в Викуловском районе Тюменской области России. Административный центр Скрипкинского сельского поселения.

## География
Село находится в восточной части Тюменской области, в таёжной зоне, в пределах юго-западной части Западно-Сибирской низменности, на берегах реки Тенис (приток Ишима), на расстоянии примерно 49 км (по прямой) к северо-востоку от села Викулово, административного центра района. Абсолютная высота — 82 м над уровнем моря.
Климат
Климат континентальный с суровой холодной зимой. Годовое количество осадков — 417 мм. Средняя температура января составляет −18,9 °C, июля — +18 °C. Продолжительность периода с устойчивым снежным покровом — 161 день.
Часовой пояс
Село Скрипкино, как и вся Тюменская область, находится в часовой зоне МСК+2. Смещение применяемого времени относительно UTC составляет +5:00.

## Население
| 2010 |
| ---- |
| 122  |

Половой состав
По данным Всероссийской переписи населения 2010 года, в половой структуре населения мужчины составляли 54,1 %, женщины — соответственно 45,9 %.
Национальный состав
Согласно результатам переписи 2002 года, в национальной структуре населения русские составляли 100 % из 175 чел.